# Valbo kyrka
Valbo kyrka är församlingskyrka i Valbo församling i Uppsala stift. 

## Kyrkobyggnaden
Valbo kyrka är troligtvis Gästriklands äldsta kyrka. Genom den uppländske runristaren Åsmund Kåressons runstenar i östra Gästrikland vet man att där fanns kristna i mitten av 1000-talet och det tros allmänt att en kyrka i trä uppförts någon gång under 1000-talet. Området där kyrkan står heter Torsvallen vilket antyder att platsen tidigare kan ha hyst ett tempel helgat åt asaguden Tor. De första resterna av en stenkyrka, en absidkyrka vars rester återfinns under den nuvarande kyrkan, är från 1100-talet och daterades vid kyrkans restaurering 1955-1956. När den nuvarande kyrkan började byggas är oklart. Enligt museiintendent O. Källström uppfördes den under 1300-talets senare hälft, medan Bengt Ingmar Kilström menar att kyrkan påbörjades redan i slutet av 1200-talet. Från denna byggnadsperiod kvarstår koret och den östligaste delen av långhuset. Riksantikvarieämbetets bebyggelseregister anger att långhuset är uppfört under perioden 1150–1199 och ut- och tillbyggt med kor under perioden 1270–1329. Förutom högaltaret hade kyrkan två sidoaltare, det södra helgat åt Johannes Döparen (till vars ära kyrkan invigts) och det norra sannolikt till Maria. Under 1700-talet byggdes kyrkan ut med sakristia (1736), ytterligare ett valvkvarter (1742–1743) och ett torn (1776–1777, arkitekt Olof Tempelman) till vilket kyrkklockorna flyttades från den tidigare fristående klockstapeln som övergavs. En testamentarisk donation på 6000 daler kopparmynt från landshövdingen Axel Johan Gripenhielm bekostade en ny altaruppsats som användes till 1889 då ett nytt altare sattes in. Vid två stölder 1891 och 1907 försvann det mesta av kyrksilvret. Åren 1955–1956 restaurerades kyrkan varvid nya korfönster sattes in, ett nytt fristående altare av röd sandsten byggdes och rester av kalkmålningar från 1400-talet togs fram.
1888 beslutades om en grundlig reparation. Ett nytt golv, nya öppna bänkar, utvidgande av orgelläktaren för en ny orgel samt nya innanfönster. 10-12 000 kr. i dåtidens valutavärde beräknades arbetet kosta inklusive orgel.

## Interiör
De kalkmålningar från 1400-talet som togs fram under restaureringen 1955–1956 är utförda av kyrkomålare tillhörande den så kallade Tierpskolan. Valvpelarna på längst fram i långhuset pryds på norra sidan av bilder föreställande S:t Sigfrid med sin bytta med huvudena av de mördade systersönerna Unaman, Sunaman och Vinaman. Den södra sidan pryds av S:t Dionysius, Paris skyddshelgon, som bär sitt huvud i händerna. På långhusets norra vägg finns en bild som förmodligen föreställer S:ta Anna som under medeltiden var Valbo församlings skyddshelgon.
Korfönstren är skapade av konstnären Harald Lindberg (1901–1976) och föreställer Johannes Döparen döpande Jesus. Motivet valdes med tanke på det gamla altare tillägnat Johannes som fanns under medeltiden. På ömse sidor om korfönstret finns två skulpturer av Ivar Lindekrantz, den ena föreställande jungfru Maria med Jesusbarnet och den andra två apostlar. Krucifixet av försilvrad brons är utfört av Arvid Backlund. Dessa utsmyckningar tillkom vid restaureringen 1955–1956.

### Inventarier
Det mesta av det gamla kyrksilvret förlorades i stölder 1891 och 1907 och har därför ersatts under 1900-talet. Kyrkans dopfunt från slutet av 1600-talet finns emellertid kvar. Stället i trä är ifrån 1688 och dopfatet i tenn är gjort 1690. Nattvardskalken och vinkannan är från 1965 och är tillverkade av Atelier Borgila i Stockholm respektive silversmeden Folmer Dalum i Köpenhamn. En kormatta och två altarbrun utfördes av textilkonstnären Sofia Widén 1955 och 1959.
Av de gamla textilier som bevarats kan nämnas två mässhakar från 1600-talet.

### Kyrkklockorna
Kyrkklockorna är två till antalet, en större och en mindre. Den större är enligt en inskription gjuten 1438 men är enligt en gammal anteckning gjuten 1483. Efter en eldsvåda 1824 göts den om. Den mindre klockan omnämns första gången 1752 och nämns ha spruckit den 12 maj 1789 vid en ringning för en eldsvåda. Även den mindre klockan har omgjutits, 1825.
Orgel
1888 beställdes en ny orgel av firman E. A. Setterquist & Son i Örebro.

## Övrigt
Runt kyrkan ligger Valbo kyrkogård. På åsen ovan kyrkan ligger prästgården och bredvid kyrkan församlingsgården Kärnan.

### Carin Focks vigsel
En uppgift som ibland förekommer är att Carin Fock, dotter till regementschefen vid Hälsinge regemente Carl Alexander Fock, ska ha gift sig med Hermann Göring i Valbo kyrka. Detta påstående är felaktigt och bygger på ett missförstånd; det var hennes första äktenskap med Niels Gustav von Kantzow som ingicks i Valbo kyrka.